# Vandenboschia birmanica
Vandenboschia birmanica är en hinnbräkenväxtart som först beskrevs av Richard Henry Beddome, och fick sitt nu gällande namn av Ren-Chang Ching. Vandenboschia birmanica ingår i släktet Vandenboschia och familjen Hymenophyllaceae. Inga underarter finns listade.